# فرناندو سانچز (بازیکن فوتبال)
فرناندو سانچز (انگلیسی: Fernando Sánchez؛ زادهٔ ۱۲ سپتامبر ۱۹۷۱) بازیکن فوتبال اهل اسپانیا است.
از باشگاه‌هایی که در آن بازی کرده‌است می‌توان به باشگاه فوتبال رئال مادرید سی، باشگاه فوتبال رئال مادرید، باشگاه فوتبال رئال بتیس، باشگاه فوتبال رئال وایادولید، باشگاه فوتبال رئال مادرید کاستیا، باشگاه فوتبال کوردوبا، باشگاه فوتبال هانوفر ۹۶، باشگاه فوتبال دپورتیوو لاکرونیا، باشگاه فوتبال اوساسونا، و باشگاه فوتبال لگانس اشاره کرد.
وی همچنین در تیم ملی فوتبال اسپانیا بازی کرده‌است.